# みどりの守り神
「みどりの守り神」（みどりのまもりがみ）は、藤子・F・不二雄（発表時は藤子不二雄名義）の漫画作品。初出は1976年に『マンガ少年』（朝日ソノラマ）9月号に掲載。本作品を表題とする中央公論社の愛蔵版『SF全短篇』第2巻や『藤子・F・不二雄 SF短編PERFECT版』第3巻といったSF短編集、および『藤子・F・不二雄の世界』に収録。

## 概要
本作は環境問題を扱った作品となっている。作中では動物と植物の関係を共生とし、植物のことを地球を守る存在と解釈しており、人間の横暴でこうした共生関係を断ち切ってはならないとしている。OVAの「藤子・F・不二雄 Sukoshi Fushigi 短編シアター」第4巻で藤本自身が、環境問題について警鐘を鳴らすものは以前からいたが、耳を傾けるものが少なかったと、この問題を聖書のノアの方舟と比較して語っている。
ラストでは、主人公たちが未来への希望と勇気を抱いて新たに歩き出す姿が描かれており、絶滅の先にある再生への希望を描いた感動作とも評価されている。藤子は生前に「読後感の良い漫画を描きたい」、つまり悲劇的な設定においても明日に繋がるものがある漫画を描きたいと語っており、『月刊コロコロコミック』3代目編集長の平山隆は、そうした藤子の思想が本作に最もよく現れていると語っている。

## あらすじ
深見みどりは、沖縄行きの飛行機に父と母の3人で家族旅行のため搭乗していたが、彼女らを乗せた飛行機は事故を起こして高山に墜落してしまう。運良く助かり、目を覚ましたみどりが目にしたのは一面の密林だった。同じ飛行機に乗り合わせていた学生の坂口五郎と共に助けを求め、二人は歩き始めるが、おかしな事に行けども行けども密林は続く。ようやく人家を見つけるも人気はなく、それどころか動物の気配すらしない。この異常な事態に、坂口は「世界的な核戦争が起こり、全ての動物は中性子爆弾によって死滅したのではないか」という恐ろしい推測を口にする。
旅を続けるうちに、空腹で堪らなくなると見たこともない美味な木の実のなる場所にたどり着いたり、長時間の歩行で傷んだ足が一晩で癒えたり、川で溺れて意識を失うと川岸のツタに絡まった状態で目を覚ますなどといった奇妙なことが続く。
やがて2人は密林の中に巨大なビルがそびえる地に辿りつく。そこは緑に覆われ変わり果てた東京であった。そこに残されていた新聞を見つけた2人は、その内容から、極めて強力な細菌兵器の漏洩により、人間を含めた生き物が残らず滅亡したという恐るべき世界の現状を知る事となる。ショックで発狂した坂口はみどりの制止を振り切ってジャングルの中へ駆け込んだまま行方不明となってしまう。独り取り残されたみどりは川で沐浴した後にかろうじて崩れずに残っていた自宅へと戻り、家中を取り巻いていた花々に慰めを見出しつつカミソリで手首を切って自殺する。
しばらくの後、みどりは暗い部屋の中で意識を取り戻す。気づくとベッドに寝かされており、そこには見知らぬ男がいたが、男はまだ動かないように諭し、みどりは再び目を閉じて眠りについた。
その後。意識を取り戻したみどりは自分の手首の傷が完治していることに気づくと共に、自分を介抱してくれた元テレビディレクターの男・白河貴志から、この世界の秘密を教えられる。彼曰く、世界中に蔓延した細菌は長時間の低温には弱いようで、一定の体温を維持できない動物に対しては効果がない、すなわち低体温状態の人間は細菌に侵されることがないのだという。実はみどりの乗った飛行機が墜落してから既に100年以上の月日が経過していた。みどりは墜落先の雪山で、白河は撮影中に雪崩に巻き込まれたことで極度の低体温状態に置かれており、そのおかげで細菌に侵されずに済んだ。植物もまた細菌の影響を逃れてはいたが、二酸化炭素の供給源である生き物がいなくてはやはり生きてはいけない。だから、みどりたちが目覚めるまでの間に突然変異を起こして進化し、生き残った人間たちを全力で守ろうとする性質を身に着けたのではないか。白河はそう仮説を立てていた。ジャングルをさまようみどりと坂口が常に何かに守られるようにして無事でいられたことも、みどりの手首の傷を癒し死から救ってくれたのも、全ては白河の言う「みどりの守り神」のおかげだったのである。
世界の秘密を知ったみどりは希望を取り戻し、坂口と自分たち以外の生存者を探すため、白河と共に旅立っていった。

## 登場人物
深見 みどり（ふかみ みどり）
飛行機墜落事故の生存者2人の内の1人。同じ生き残りの坂口とともに東京を目指すが、みどりが目にしたのはジャングルとなった東京だった。
家族の事故死や密林の遭難に打ちのめされるも、希望を持って坂口に同行する。しかし、世界が滅亡したという真実を知り、更に坂口が姿を消してしまったことに絶望し自殺を図る。その後、白河の介抱により目覚め、世界の秘密のを知ったことで希望を取り戻す。
OVA版では高校2年生。
坂口 五郎（さかぐち ごろう）
もう1人の生存者で学生。みどりと共に東京を目指す。
自己主張が強く、考え無しに突っ走りやすい性格。当初こそ生存者であるみどりとの邂逅を喜んでいたものの、ままならない過酷な状況を前に徐々に苛立ちを募らせてみどりをお荷物扱いするようになり、思い通りにならないと見るやみどりに暴言を吐く・殴る等、自己中心的な性格を露にしていく。
苦労の末に東京にたどり着くものの世界の真実を知ったことで発狂してしまい、みどりを残してジャングルの中へと走り去っていった。
白河 貴志（しらかわ たかし）
元P.B.Pテレビ　アシスタントディレクター。27歳。
自殺を図ったみどりを介抱し、意識を取り戻した彼女にこの世界の秘密を教え、みどりと共に生き残った人類捜しの旅に出る。

## 初出時からの変更
初出時のページ数は表紙を含めて31ページで、単行本化の際に加筆され48ページになっている。印象的な見開きのジャングルになった東京の場面は初出では1ページである。坂口の性格は単行本化の際に激高しやすく、不安定な面を強調して描き直されており、初出では人類滅亡の真相を知った際、発狂せず静かに立ち去っている。初出ではみどりが自殺する前に浴室でシャワーを浴びているが、人類が滅亡しているのに水道が使えるはずが無いので、単行本では川での沐浴に変更されている。また、自殺するまでの流れも少々変わっている。。

## アニメ
「藤子・F・不二雄のSF短編シアター」第4巻収録。

### キャスト
- 深見 みどり - 玉川沙己子
- 坂口 五郎 - 矢尾一樹
- 白河 貴志 - 荒川太郎
- みどりの母 - 山口奈々
- みどりの父 - 梅津秀行
- お天気お姉さん - 鈴木砂織

### スタッフ
- 監督：出﨑哲
- 脚本：今泉俊昭
- キャラクターデザイン・作画監督：清水恵蔵
- 絵コンテ：滝沢敏文
- 演出：向後知一
- 原画：高橋英樹、比舎千恵子、池田祐治、鈴木伸一、吉野真一、森田実、村上暢康、桜井芳久、中沢一登
- 美術監督：池信孝
- 美術：スタジオキャッツ、谷村心一、峯村るみ子、市原よう子、梶谷正夫、沢田栄子、クローバーアート
- 動画チェック：中原清隆、岩倉和憲
- 動画：福井明博、澄川智深、遠田哲也、川村孝之、熊坂径子、石井久志、水畑健二、小野澤雅子、佐藤房枝、韓一動画
- 色彩設定：吉森良子
- 色指定補佐：永山利香
- 仕上げ検査：ジャスト、伊藤弘子、市村勇
- 仕上げ：後藤忠章、坂野加奈、小松原智子、小関裕子、後藤恵子、井上純一、高田みほ、松藤宣江、黒岩智子、高見沢佐知子、田崎美行、韓一動画
- 特殊効果：熊井芳貴、太田直
- 撮影監督：岡崎英夫（AMGA）
- 撮影：IMG、中村昌樹、渡辺奈緒子、古山実、Qプロ、柳田久次郎、升沢達也
- 音響監督：明田川進
- 音楽：都留教博
- 録音：安藤邦夫
- 効果：倉橋静男
- 音響担当：三間雅文
- 録音スタジオ：アオイスタジオ
- 音響制作：マジックカプセル
- 編集：西川洋二、国吉伸幸、マリア・えみこ・マクガワ、渡瀬祐子（井上編集室）
- 現像：東京現像所
- タイトル：マキ・プロ、牧正宏、安食光弘、馬場秀雄、小畠公和
- 制作担当：大植千曲
- 協力：藤子プロ、コロコロコミック編集部、学習雑誌編集部、少年サンデー編集部
- 制作協力：綿引勝美、メモリーバンク
- アニメーション制作：マジックバス
- プロデューサー：浅見勇（小学館）、清松信夫（東宝）、松崎義之（マジックバス）
- 制作：小学館、東宝
- 発売元：小学館
- 販売元：東宝

### 主題歌
- オープニングテーマ
  - なし
- エンディングテーマ
  - 『Just A Girl』歌：TWIGGY
    - 作詞作曲：原田美穂子 編曲：TWIGGY、樫原伸彦 ファンハウス

## ドラマ
2025年3月26日、藤子・F・不二雄 SF短編ドラマの1作としてドラマ化。主演は藤﨑ゆみあと宮沢氷魚。

## その他
- 2008年3月8日に公開された映画『ドラえもん のび太と緑の巨人伝』の予告編映像の後半に、『みどりの守り神』に出てくる東京ジャングルによく似たカットが登場する。本編でも若干雰囲気は違うが、都市が緑に覆われるシーンがある。
- 1991年2月14日に『世にも奇妙な物語』で放送された『峠の茶屋』に東京ジャングルに酷似した描写がされる。